# シトロエン・Gバン
Gバン（G Van）またはタイプG（Type G）は、1948年にシトロエンが製作した小型バン（フルゴネット）のプロトタイプ車両である。外観はタイプHをスケールダウンしたようなデザインであるが、荷室側面にドアは無い。エンジンは2CVの空冷水平対向2気筒の排気量を475 ccに拡大したものを搭載していた。前輪サスペンションは2CVと同種のものだが、サスペンションアームが二重になっている点が異なる。前後のサスペンションともにトーションバースプリングを採用していた。
Gバンは実際の生産には至らず、代わりに体積効率は低いものの2CVの構造を流用したAZU/AKシリーズが採用されることになった。Gバンのプロトタイプ車は1台だけが現存しており、パリのシトロエン社プライベートミュージアム「コンセルヴァトワール・シトロエン」（Conservatoire Citroën）に展示されている。

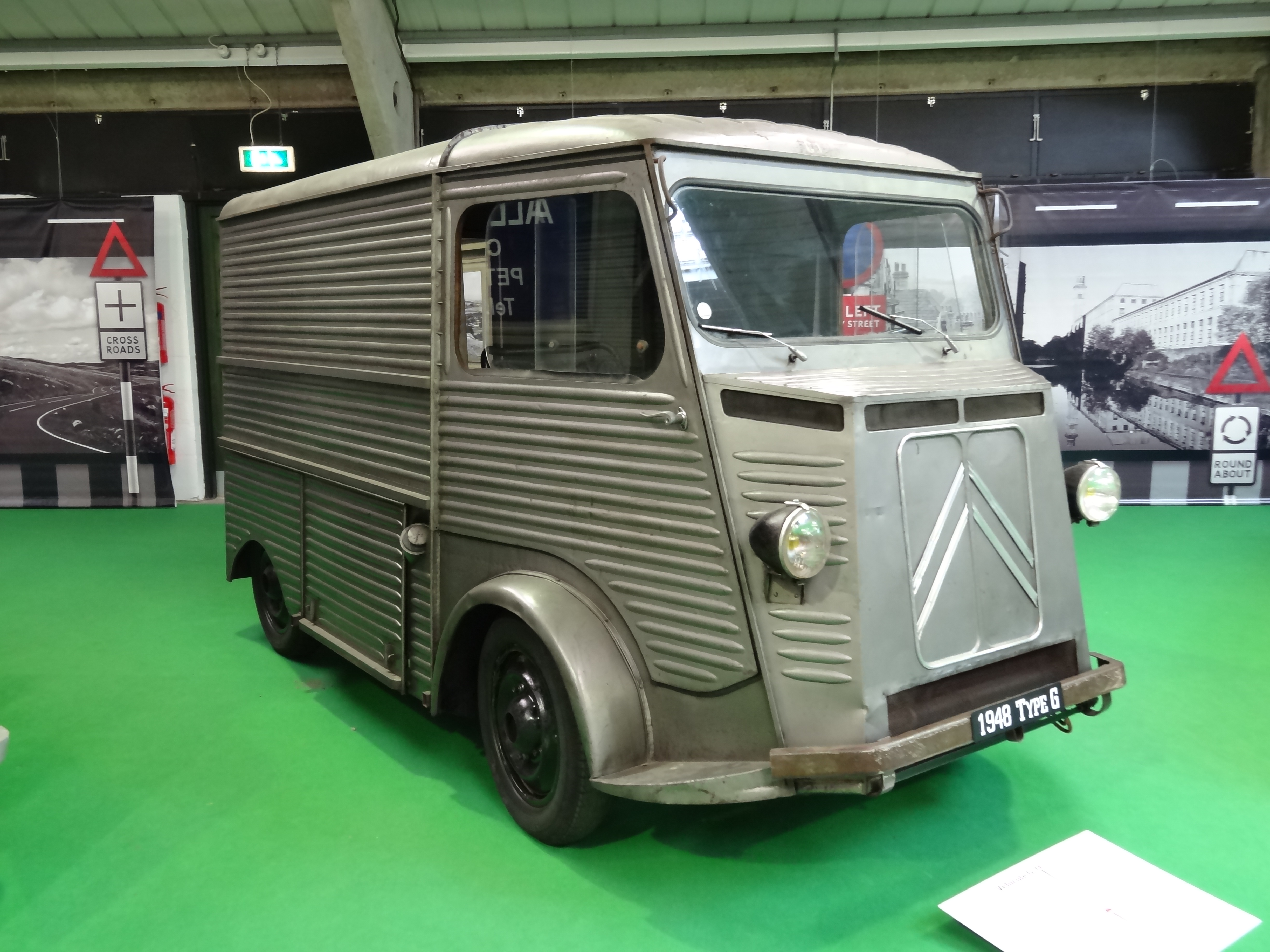
コンセルヴァトワール・シトロエンで展示中のタイプGプロトタイプ
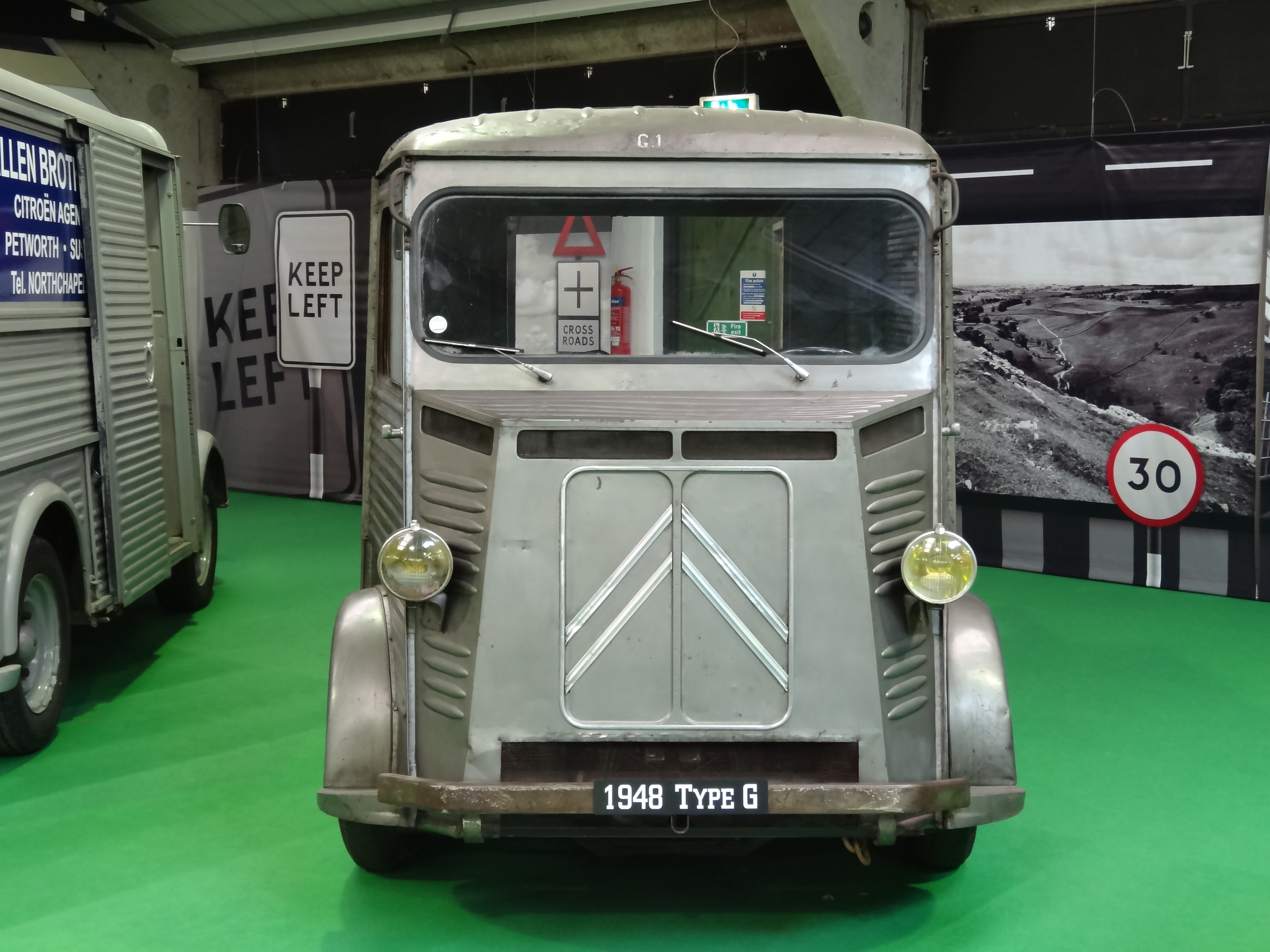
同 フロント

## タイプHG
2020年、イタリアに拠点を置くコーチビルダーのカゼラーニ（Caselani）は、シトロエン・ジャンピーバンをベースに、元のGバンのデザイン要素である垂直グリル、突き出たヘッドライト、波形のボディパネルなどに着想を得た「タイプHG」ボディキットを開発した。カゼラーニはこのボディキットを、短いホイールベースのジャンピーバン（100馬力の4気筒ターボディーゼルエンジン搭載）のパッセンジャーバン、クルーキャブバン、パネルバンの3バージョンで用意している。
このボディキットはシトロエンの協力を得て開発が行われ、メーカーからもライセンスを受けている また、カゼラーニはこのジャンピーバン向けタイプHGに加えて、タイプHおよび2CVをベースとした2種類のボディキットも開発している。

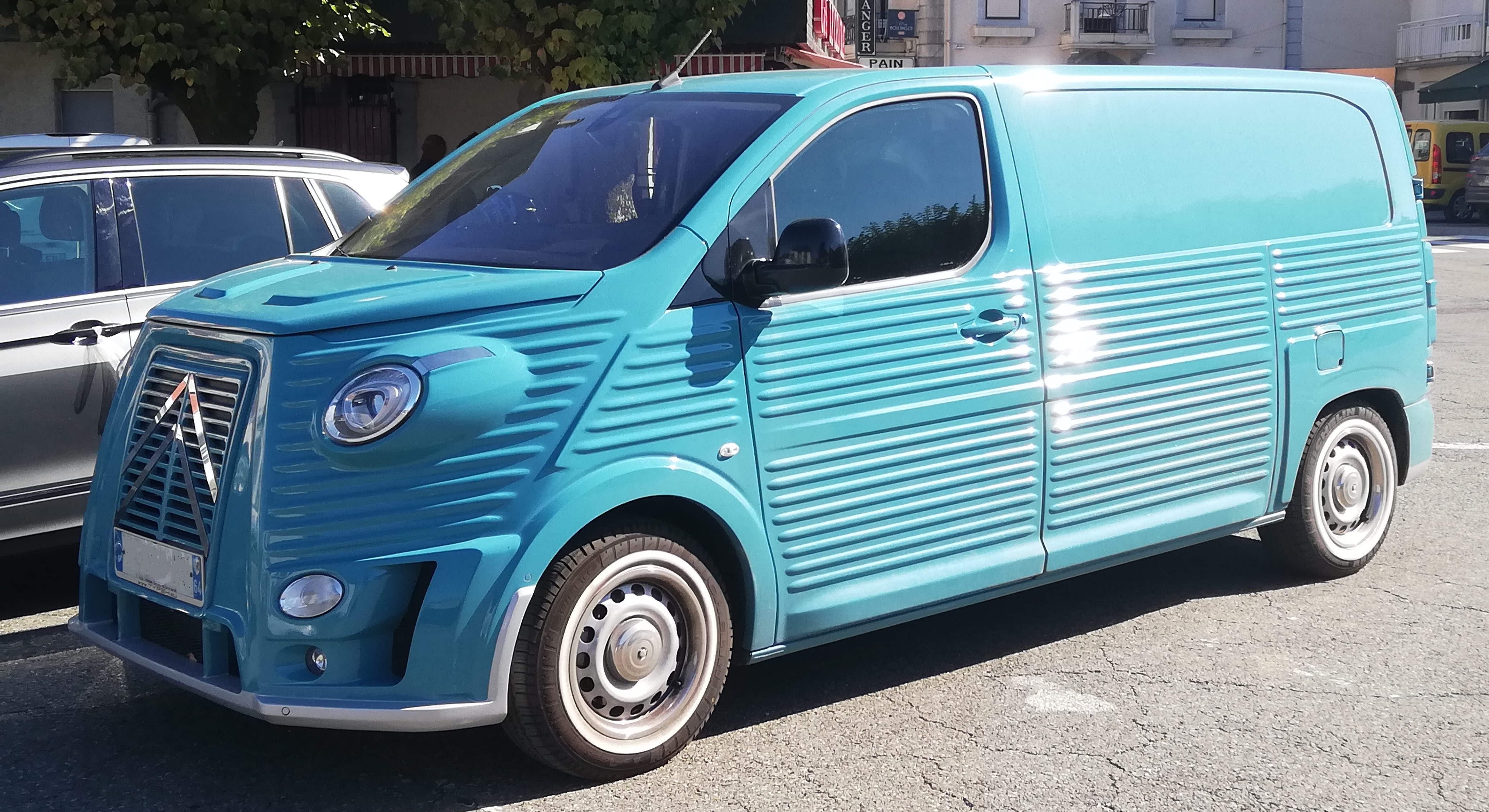
カゼラーニ製タイプHGボディキットを装着したシトロエン・ジャンピー